# シュジャー・シャー
シュジャー・シャー（Shuja Shah, 1785年11月4日? - 1842年4月5日）は、アフガニスタン、ドゥッラーニー朝の君主（シャー）。シャー・シュジャー（Shah Shujah）, シュジャー・アルムルク（Shujah al-Mulk）とも呼ばれる。パシュトゥーン人アブダーリー部族連合サドーザイ氏族出身。ティムール・シャーの息子。兄のマフムード・シャーを追放し、1803年から1809年まで、アフガニスタンを支配した。

## 経歴

### 廃位・投獄と同盟
シュジャーは1798年から1801年まで、ヘラートとペシャーワルの知事を務めた。彼は1801年10月（彼の兄ザマーン・シャーの追放後）、自らアフガニスタンの王を宣言したが、しかし正式に即位したのは、1803年7月13日であった。
シュジャーは1809年大英帝国と同盟し、それはナポレオンとロシア帝国の共同によるインド侵攻に対抗する意味合いがあった。
1809年5月3日、彼は前王マフムード・シャーにより廃位させられ、インドに亡命した。しかし、彼はそこで Jahandad Khan Bamizai に捕まり、アトック（1811 - 12年）およびカシミール（1812 - 13年）で投獄された。その後、彼はシク王国のランジート・シングに引き渡され、ラホールで投獄された（1813 - 14年）。有名な宝石コ・イ・ヌールの保有者であった彼は、自由を得るためにやむなく、それを捕縛者の手に引き渡した。彼は初めパンジャーブに住み、その後ルディヤーナーに移った。
1833年、彼はパンジャーブ王ランジート・シングと密約を結んだ。彼はパンジャブを経由して進軍することを許可され、そして王位への復帰の暁には、彼はシーク教国にペシャーワルを割譲することとされた。申し合わせの通り翌年の戦役において、ハリ・シング・ナルウーアー将軍に指揮されたシク軍がペシャーワルを攻撃すると同時に、シュジャーはカンダハールに進撃した。7月にシュジャー・シャーは、ドースト・ムハンマド・ハーン指揮下のアフガン軍により、カンダハールで撃退され、逃走した。一方でシク軍はペシャーワルを手にした。
1838年、彼はアフガニスタン攻めのために、イギリスとパンジャーブの支援を得た。これにより第一次アフガン戦争（1838 - 42年）が勃発した。1839年8月、シュジャーはイギリスの手により、廃位からおよそ30年ぶりに王位を回復した。しかし、イギリスが撤退したとき、彼にはもはや何の力も残されてはいなかった。1842年4月、彼はシュジャー・ウッダウラ（Shuja ud-Daula）により暗殺された。

## 婚姻
1. Fath Khan Tokhi の娘
2. Wafa Begum
3. ブハラのアミール、Sayyid Amir Haidar Khan の娘
4. Khan Bahadur Khan Malikdin Khul の娘
5. 宰相 Sardar Haji Rahmatu'llah Khan Sardozai の娘
6. Sarwar Begum
7. インド出身の Bibi Mastan